# 馬努埃爾克拉韋羅中尉區

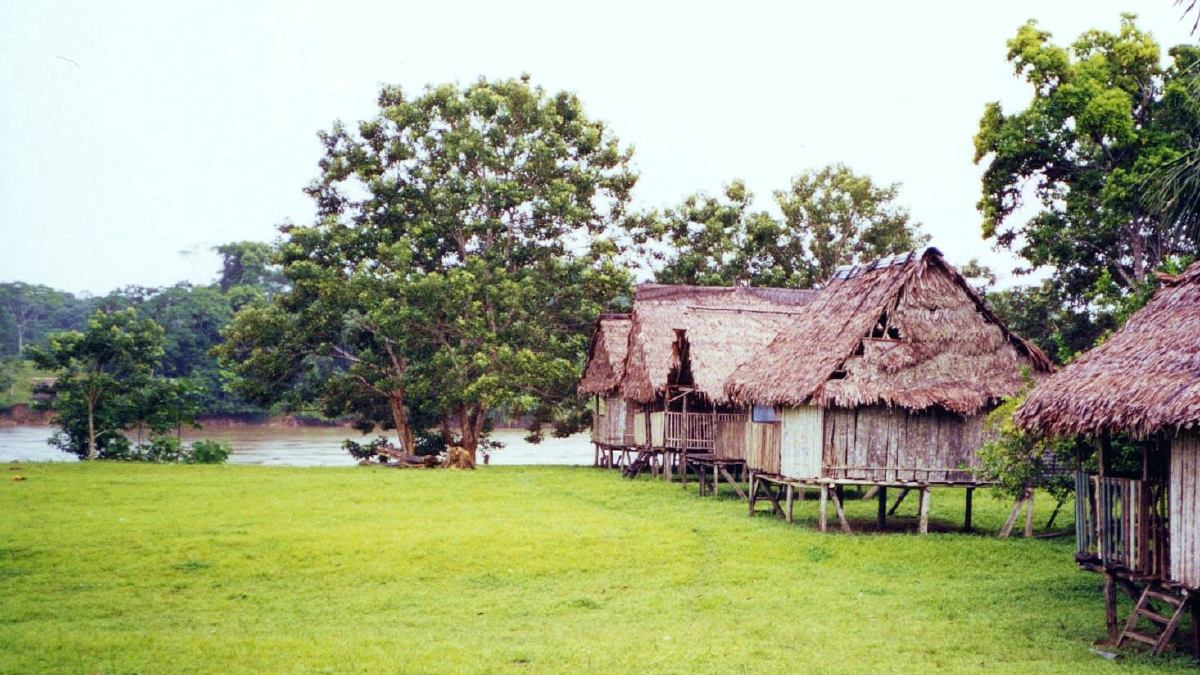

馬努埃爾克拉韋羅中尉區（西班牙語：Distrito de Teniente Manuel Clavero），是秘魯的一個區，位於該國東北部洛雷託大區的邁納斯省，始建於2004年10月19日，面積8,994.06平方公里，海拔高度180米，2005年人口2,787，人口密度每平方公里0.31人。